# Norman Taylor (canottiere)
Norman William Taylor (York, 15 aprile 1899 – Guelph, 14 dicembre 1980) è stato un canottiere canadese, vincitore della medaglia d'argento nell'otto maschile a Parigi 1924.

## Palmarès
- Giochi olimpici

Parigi 1924: argento nell'otto maschile.